# Tokkie
De term tokkie is een begrip dat wordt gebruikt als pejoratief voor een persoon met overheersend negatieve kwaliteiten en asociaal gedrag. In de spreektaal wordt de term ook gebruikt als bijwoord, zoals bijvoorbeeld in de zin: "Nou, zij kleedt zich wel heel erg tokkie zeg!".
Het begrip 'tokkie' wordt vrijwel alleen gebruikt in het Nederlands in Nederland. In het Belgisch-Nederlands wordt doorgaans de term 'marginaal' gebruikt in plaats van 'tokkie'; beide termen worden dikwijls als synoniemen van elkaar beschouwd. In het Brits-Engels kent men de term 'chav', dat min of meer vergelijkbaar is met het begrip 'tokkie'.

## Herkomst
Het woord 'tokkie' is afgeleid van de Nederlandse achternaam Tokkie. De term ontstond toen de Amsterdamse familie Ruijmgaart-Tokkie (bekend als 'de Tokkies') in 2005 veel negatieve aandacht kreeg vanwege het asociale gedrag dat zij vertoonden in de documentaireserie Familietrots, van de voormalige Nederlandse publieke omroep de IKON. Van deze familie draagt echter alleen de moeder van het gezin de achternaam Tokkie. De overige gezinsleden dragen de achternaam Ruijmgaart.

## Publiek gebruik
De familie Ruijmgaart-Tokkie waardeerde het niet dat de familienaam gebruikt werd als pejoratief; 'tokkie' groeide daarenboven uit tot een gangbare term binnen de Nederlandse taal. In april 2009 eisten zij van Van Dale Uitgevers een schadevergoeding van 50.000 euro, omdat het woord 'tokkie' was opgenomen in de Van Dale, waarin het woord wordt geassocieerd met asociaal gedrag. In 2016 gebruikte ook minister-president Mark Rutte het begrip 'tokkie' meermaals om de personen te beschrijven die Sylvana Simons dat jaar op een gewelddadige en racistische manier hadden uitgescholden op het internet. Daaropvolgend stuurde de Nederlandse amateurhistoricus Lion Tokkie (die geen familie is van de familie Ruijmgaart-Tokkie) een klacht naar Rutte, omdat hij zich gekwetst voelde door Ruttes gebruik van de term 'tokkie'. Vervolgens stuurde de minister-president een brief aan Lion Tokkie waarin hij zijn excuses aanbood en begrip toonde. Rutte beloofde in de brief dat hij de term voortaan niet meer in de desbetreffende context zou gaan gebruiken.